# 亞當斯鎮區 (印地安納州艾倫縣)
亚当斯鎮區（Adams Township），美国印第安纳州艾伦县之鎮區。总面积84.85平方公里，总人口31,816（2010年）。
亚当斯鎮區包括韦恩堡市的东南部以及纽黑文市的大部。